# 1854 no desporto

## Nascimentos
| Data          | Nome            | Profissão  | Nacionalidade              | Observações | Ref   |
| ------------- | --------------- | ---------- | -------------------------- | ----------- | ----- |
| 2 de novembro | Isidor Gunsberg | enxadrista | Hungria · Reino da Hungria | m. 1930     | [ 1 ] |

## Mortes
| Data | Nome | Profissão | Nacionalidade | Observações | Ref |
| ---- | ---- | --------- | ------------- | ----------- | --- |